# Colt Anaconda
Pour les articles homonymes, voir Anaconda (homonymie).
Le Colt Anaconda est le plus imposant revolver dérivé de la série des Mk.V comptant notamment le Trooper Mk.V et le Colt King Cobra fabriqué par la firme Colt's Manufacturing Company.
Ce revolver apparut initialement sur le marché en 1990 puis sa production cessa en 1999 au même titre que d'autres revolvers de la firme Colt, mais il fut remis en production en 2001. D'un point de vue technique, l'Anaconda est relativement similaire au King Cobra mais en diffère au niveau de la carcasse, du canon et du barillet adaptés aux munitions beaucoup plus puissantes pour lesquelles il est chambré, à savoir le .44 Magnum et le .45 Colt. La version chambrée en .45 n'est aujourd'hui plus produite.
Destiné à concurrencer le S&W Model 29, l'Anaconda jouit de la réputation d'être le plus précis des revolvers chambrés en .44 Magnum. Le poids de son canon et la bonne ergonomie de sa poignée permettent également un tir plus confortable, en comparaison notamment des revolvers simple action tirant également le .44 Magnum.
L'Anaconda est produit avec un canon de 10,2 cm, 15,2 cm ou de 20,3 cm (4, 6 et 8 pouces).Ce revolver de taille très importante est destiné tout d'abord pour le tir sportif et pour la chasse. Son poids, sa taille et son recul le rendent inadapté à un usage militaire ou de maintien de l'ordre.

## Un  Colt Anaconda pour la chasse: le Colt Kodiak
En 1993, une version de l'Anaconda dotée d'un  canon de 15 cm comportant un compensateur de relèvement et d'un barillet dénué de cannelure a été produite sous le nom de Colt Kodiak par le Colt Custom Shop. 

## Dans la culture populaire
Moins célèbre que le S&W M29 de Harry Callahan, le Colt Anaconda apparait toutefois dans :

### Littérature
- Les polars de Lee Child où  ils constitue l'arme de son héros, Jack Reacher.

### Cinéma
- Austin Powers 2 : L'Espion qui m'a tirée
- Bad Boys 2
- Bottle Rocket
- Saw 2, arme d'un piège de Jigsaw.

### Jeux vidéo
- La série Jagged Alliance:
  - Jagged Alliance
  - Jagged Alliance: Deadly Games
  - Jagged Alliance 2
  - Jagged Alliance 2: Unfinished Business
  - Jagged Alliance 2: Gold Pack
  - Jagged Alliance 2: Wildfire
  - Jagged Alliance Online
  - Jagged Alliance: Back in Action
  - Jagged Alliance:Shades of Red
  - Jagged Alliance:Point Blank
  - Jagged Alliance: Crossfire
  - Jagged Alliance 3D and 3
  - Jagged Alliance: Hired Guns: The Jagged Edge
  - Jagged Alliance:DS
  - Jagged Alliance: Flashback
- Resident Evil, arme principal de Barry Burton.
- Half-Life 1&2.
- Call of Duty Modern Warfare 2. Arme de poing du Général Shepherd et disponible dans le niveau Musée.

### Télévision
- Crime à Aigues-Mortes : c'est l'arme du crime.
- The Stand  : c'est l'arme d'un braqueur.